# Tetrapleura insularis
Tetrapleura insularis är en flockblommig växtart som beskrevs av Filippo Parlatore och Philip Barker Webb. Tetrapleura insularis är enda arten i släktet Tetrapleura som tillhör familjen flockblommiga växter. Inga underarter finns listade i Catalogue of Life.